# 貞慶
貞慶（じょうけい）は、鎌倉時代前期の法相宗の僧である。 祖父は藤原南家の藤原通憲（信西）、父は藤原貞憲。号は解脱房。釈迦如来、弥勒菩薩、観音菩薩、春日明神を深く信仰し、戒律の復興に努め、法相教学の確立に大きな役割を果たした。その一方で朝廷の信任も厚く、勧進僧と力を合わせ、由緒ある寺社の復興にも大きく貢献した。勅諡号は解脱上人。笠置寺上人とよばれた。興福寺の衆徒が法然らの提唱した専修念仏の禁止を求めて朝廷に奏上した『興福寺奏状』の起草者としても知られる。

## 経歴
祖父信西は保元元年（1156年）の保元の乱の功により一時権勢を得たが、平治元年（1160年）の平治の乱では自害させられ、また父藤原貞憲も 土佐に配流された。生家が没落した幼い貞慶は望まずして、興福寺に入り11歳で出家叔父覚憲に師事して法相・律を学んだ。
寿永元年（1182年）、維摩会竪義（ゆいまえりゅうぎ）を遂行し、御斎会・季御読経などの大法会に奉仕し、学僧として期待されたが、僧の堕落を嫌って建久4年（1193年）、以前から弥勒信仰を媒介として信仰を寄せていた笠置寺に隠遁した。それ以後般若台や十三重塔を建立して笠置寺の寺観を整備する一方、龍香会を創始し弥勒講式を作るなど弥勒信仰をいっそう深めていった。その間の文治2年（1186年）には大原勝林院で法然や重源によって行われた大原問答に出席している。
元久2年（1205年）には『興福寺奏状』を起草し、法然の専修念仏を批判し、その停止を求めた。しかし、法然に師事したのが、その時は既に亡くなっていたが、貞慶の叔父（父貞憲の弟）の円照 (遊蓮房)であった。
承元2年（1208年）、海住山寺に移り観音信仰にも関心を寄せた。
建長5年（1253年）に書かれた「三輪上人行状記」に、三輪上人（慶円）は、惣持寺の本尊・快慶作 薬師如来の開眼導師を解脱上人貞慶に依頼され行ったとあるように慶円三輪上人とは無二の親友であった。

## 墓
貞慶の墓は、持聖院（旧惣持寺、奈良県生駒郡三郷町）・笠置寺（京都府相楽郡笠置町）・海住山寺（京都府木津川市）でそれぞれ伝承される。平成28年（2016年）には持聖院境内の五輪塔下の骨壺（蔵骨器）に関して調査が実施され、壺内に残された人骨の分析により、五輪塔は貞慶の分骨墓であったと推定されている。

## 主な著作
法相・律・弥勒信仰に関する著作が数多く残されており、以下が代表的な著作。
- 『唯識論同学鈔』（ゆいしきろんどうがくしょう）
- 『法相心要鈔』（ほっそうしんようしょう）
- 『愚迷発心集』（ぐめいほっしんしゅう）